# Punctillum
Punctillum — рід грибів. Назва вперше опублікована 1924 року в роботі австрійського міколога Франца Петрака та німецького міколога Ганса Зідова.

## Класифікація
Згідно з базою MycoBank до роду Punctillum відносять 3 офіційно визнані види:
- Punctillum hepaticarum
- Punctillum perforans
- Punctillum poeltii

Згідно з базою Index Fungorum рід є монотиповим (єдиний вид — Punctillum hepaticarum).